# Paradrina rufirena
Paradrina rufirena là một loài bướm đêm trong họ Noctuidae.